# Коли розходиться туман
«Коли розходиться туман» (рос. «Когда расходится туман») — російський радянський драматичний пригодницький фільм 1970 року. За мотивами однойменної повісті  Анатолія Клещенко.

## Сюжет
Байкальська тайга. Єгеря Петра звільняють за те, що одного разу він став свідком браконьєрства високопоставленого чиновника і не закрив на це очі. Йому доводиться повернутися додому до батька, матері і молодшого брата. З'ясовується, що молодший брат, Генка, промишляє незаконним ловом риби. Петро, вірний своїм службовим звичкам, засуджує протизаконні дії свого брата і вступає з ним у конфронтацію. В цей час в їх село приїжджає група вчених-паразитологів, в одного з яких, дівчину Елю, обидва брати закохуються…

## У ролях
- Віктор Авдюшко — Петро Дьяконов, єгер
- Людмила Хитяєва — Надія, дружина Петра
- Леонід Кміт — Прокопій Федорович, батько Петра і Геннадія Дьяконових
- Кирило Столяров — Генка Дьяконов, молодший брат Петра, браконьєр
- Лариса Віккел — Еля, вчений-паразитолог
- Олександра Данилова — Марія Григорівна, мати Петра і Геннадія Дьяконових
- Сергій Голованов — Михайло Венедиктович, начальник експедиції
- Юрій Леонідов — Сергій Сергійович, вчений-паразитолог
- Раїса Куркіна — Віра Миколаївна, старший науковий співробітник
- Юрій Назаров — Худоногов Михайло, браконьєр
- Віктор Колпаков — Тіхонич «Ондатра», головний браконьєр
- Юрій Кірєєв — Тимоха, браконьєр
- Всеволод Сафонов — Мильніков
- Георгій Георгіу — Семен Миколайович Бушков, браконьєр
- Павло Винник — Іван Васильович, лісник
- Володимир Піцек — Хлябін, старший зоотехнік

## Знімальна група
- Автор сценарію —  Сергій Столяров
- Постановка —  Юрій Вишинський
- Оператори-постановники —  Микола Большаков,  Петро Терпсихоров
- Художник-постановник —  Василь Голіков
- Композитор —  Олексій Муравльов
- Звукооператор — Роман Берз
- Диригент —  Марк Ермлер
- Текст пісень —  Юрій Полухін
- Режисери: Л. Басов, Г. Аманов, І. Петров
- Грим — М. Захаров
- Костюми — М. Квятковська
- Монтаж — Ріта Дімітрато, Л. Ісаєва
- Оператор — В. Сазонов
- Асистенти:

Режисера — А. Пєтухова, Е. Салова: Оператора — В. Шмига, В. Золін
- Комбіновані зйомки:

Оператор — Д. Плєтніков: Художник — Ю. Чекмарьов
- Редактор — Г. Боголєпов
- Консультанти: В. Скупов, Є. Шарапова
- Директор картини — Л. Брагіна